# Tipula (Eumicrotipula) omnilutea
Tipula (Eumicrotipula) omnilutea is een tweevleugelige uit de familie langpootmuggen (Tipulidae). De soort komt voor in het Neotropisch gebied.